# Typhlocyba andromache
Typhlocyba andromache är en insektsart som beskrevs av Mcatee 1926. Typhlocyba andromache ingår i släktet Typhlocyba och familjen dvärgstritar. Inga underarter finns listade i Catalogue of Life.